# Copa txeca de futbol
La copa txeca de futbol, en txec Pohár České pošty, és la segona competició de futbol de la República Txeca. És organitzada per la Federació Txeca de Futbol i es disputa des de l'any 1961.
Entre el 1961 i el 1993, el campió de la copa txeca s'enfrontava al campió de la copa eslovaca per a l'obtenció del títol de campió de la Copa de Txecoslovàquia. Aquesta competició desaparegué l'any 1993 després de la dissolució de Txecoslovàquia. A partir d'aquest any, el campió de la copa txeca obté una plaça directa per la Copa de la UEFA.
- Per als campionats anteriors a 1960 vegeu Copa de Bohèmia de futbol.

Evolució del nom:
- 1993-2000 – Pohár Českomoravského fotbalového svazu (Pohár ČMFS)
- 2000-2002 – Raab Karcher Cup
- 2002-2009 – Pohár Českomoravského fotbalového svazu (Pohár ČMFS)
- 2009-2012 – Ondráškovka Cup
- 2012-2014 – Pohár České pošty
- 2015-2018 – MOL Cup

## Historial
Font:
Copa txeca (classificatòria per la copa txecoslovaca, 1961-1993)
- 1960/61 Dukla Praha
- 1961-69 no es disputà
- 1969/70 TJ Gottwaldov
- 1970/71 Skoda Plzen
- 1971/72 Sparta Praha
- 1972/73 Baník Ostrava
- 1973/74 Slavia Praha
- 1974/75 Sparta Praha
- 1975/76 Sparta Praha
- 1976/77 Sklo Union Teplice
- 1977/78 Baník Ostrava
- 1978/79 Baník Ostrava
- 1979/80 Sparta Praha
- 1980/81 Dukla Praha
- 1981/82 Bohemians Praha
- 1982/83 Dukla Praha
- 1983/84 Sparta Praha
- 1984/85 Dukla Praha
- 1985/86 Sparta Praha
- 1986/87 Sparta Praha
- 1987/88 Sparta Praha
- 1988/89 Sparta Praha
- 1989/90 Dukla Praha
- 1990/91 Baník Ostrava
- 1991/92 Sparta Praha
- 1992/93 Sparta Praha

Copa txeca (estat independent, 1993-avui)
| Temporada | Campió                 | Resultat           | Finalista          |
| --------- | ---------------------- | ------------------ | ------------------ |
| 1993-94   | FK Viktoria Žižkov (1) | 2-2 (prò.) (6-5 p) | AC Sparta Praga    |
| 1994-95   | SK Hradec Králové (1)  | 0-0 (prò.) (3-1 p) | FK Viktoria Žižkov |
| 1995-96   | AC Sparta Praga (1)    | 4-0                | FK Petra Drnovice  |
| 1996-97   | SK Slavia Praga (1)    | 1-0 (prò.)         | Dukla Praga        |
| 1997-98   | FK Jablonec 97 (1)     | 2-1 (prò.)         | FK Petra Drnovice  |
| 1998-99   | SK Slavia Praga (2)    | 1-0 (prò.)         | FC Slovan Liberec  |
| 1999-00   | FC Slovan Liberec (1)  | 2-1                | Baník Ratíškovice  |
| 2000-01   | FK Viktoria Žižkov (2) | 2-1 (prò.)         | AC Sparta Praga    |
| 2001-02   | SK Slavia Praga (3)    | 2-1                | AC Sparta Praga    |
| 2002-03   | FK Teplice (1)         | 1-0                | FK Jablonec 97     |
| 2003-04   | AC Sparta Praga (2)    | 2-1                | FC Banik Ostrava   |
| 2004-05   | FC Baník Ostrava (1)   | 2-1                | 1. FC Slovácko     |
| 2005-06   | AC Sparta Praga (3)    | 0-0 (prò.) (4-2 p) | FC Baník Ostrava   |
| 2006-07   | AC Sparta Praga (4)    | 2-1                | FK Jablonec 97     |
| 2007-08   | AC Sparta Praga (5)    | 0-0 (prò.) (4-3 p) | FC Slovan Liberec  |
| 2008-09   | FK Teplice (2)         | 1-0                | 1. FC Slovácko     |
| 2009-10   | FC Viktoria Plzeň (1)  | 2-1                | FK Baumit Jablonec |
| 2010-11   | FK Mladá Boleslav (1)  | 1-1 (prò.) (4-3 p) | SK Sigma Olomouc   |
| 2011-12   | SK Sigma Olomouc (1)   | 1-0                | AC Sparta Praga    |
| 2012-13   | FK Baumit Jablonec (2) | 2-2 (prò.) (5-4 p) | FK Mladá Boleslav  |
| 2013-14   | AC Sparta Praga (6)    | 1-1 (prò.) (8-7 p) | FC Viktoria Plzeň  |
| 2014-15   | FC Slovan Liberec (2)  | 1-1 (prò.) (3-1 p) | FK Baumit Jablonec |
| 2015-16   | FK Mladá Boleslav (2)  | 2-0                | FK Baumit Jablonec |
| 2016-17   | FC Fastav Zlín (1)     | 1-0                | SFC Opava          |
| 2017-18   | SK Slavia Praga (4)    | 3-1                | FK Jablonec        |
| 2018-19   | SK Slavia Praga (5)    | 2-0                | FC Baník Ostrava   |
| 2019-20   | AC Sparta Praga (7)    | 2-1                | FC Slovan Liberec  |
| 2020-21   | SK Slavia Praga (6)    | 1-0                | FC Viktoria Plzeň  |
| 2021-22   | 1. FC Slovácko (1)     | 3-1                | AC Sparta Praga    |
| 2022-23   | SK Slavia Praga (7)    | 2-0                | AC Sparta Praga    |
| 2023-24   | AC Sparta Praga (8)    | 2-1                | FC Viktoria Plzeň  |